# Liste der Bischöfe von Basingstoke
Die Liste der Bischöfe von Basingstoke stellt die bischöflichen Titelträger der Church of England, der Diözese Winchester, in der Province of Canterbury dar. Der Titel wurde nach der Stadt Basingstoke benannt.
| Liste der Bischöfe von Basingstoke | Liste der Bischöfe von Basingstoke | Liste der Bischöfe von Basingstoke | Liste der Bischöfe von Basingstoke                       |
| Von                                | Bis                                | Name                               | Anmerkungen                                              |
| ---------------------------------- | ---------------------------------- | ---------------------------------- | -------------------------------------------------------- |
| 1973                               | 1977                               | Colin Clement Walter James         | danach Bischof von Wakefield und Bischof von Winchester  |
| 1977                               | 1993                               | Michael Manktelow                  |                                                          |
| 1994                               | 2001                               | Geoffrey Rowell                    | danach Bischof von Gibraltar in Europa                   |
| 2002                               | 2009                               | Trevor Willmott                    | vorher Erzdiakon von Durham und danach Bischof von Dover |
| 2010                               | 2014                               | Peter Hancock                      | danach Bischof von Bath und Wells                        |
| 2014                               | 2025                               | David Williams                     | danach Bischof von Truro                                 |